# Luigi Di Ruscio
Luigi Di Ruscio (Fermo, 27 gennaio 1930 – Oslo, 23 febbraio 2011) è stato un poeta, scrittore e saggista italiano.

## Biografia
Autodidatta (consegue soltanto la licenza di quinta elementare), svolge diversi mestieri, e studia da solo classici americani, francesi e russi, la filosofia greca, saghe della mitologia nordica, l'opera di Benedetto Croce. Nel 1953 una giuria presieduta da Salvatore Quasimodo gli assegna il premio Unità. Nel 1957 si trasferisce in Norvegia, dove lavora per quarant'anni in una fabbrica metallurgica, e si sposa con una cittadina norvegese, da cui avrà quattro figli.
Oltre alla produzione libraria, sia poetica che narrativa, ha collaborato con lavori poetici e interventi in prosa a varie riviste e giornali (tra gli altri: "Momenti", "Il Contemporaneo", "Realismo lirico", "Ombre rosse", "Alfabeta", "il manifesto", "Azimuth").

## Critica
Tra i suoi recensori (su quotidiani e riviste come Il manifesto, Liberazione, L'Unità, Corriere della Sera, Il Messaggero, Panorama, Il Ponte, La Stampa, La Repubblica, Il Riformista, Allegoria), si ricordano Aldo Capasso, Enrico Falqui, Eugenio De Signoribus, Paolo Volponi, Angelo Ferracuti, Massimo Raffaeli, Roberto Roversi, Sebastiano Vassalli, Biagio Cepollaro, Stefano Verdino, Francesco Leonetti, Silvia Ballestra, Andrea Cortellessa, Tommaso Ottonieri, Flavio Santi, Goffredo Fofi, Giulio Angioni, Massimo Gezzi, Walter Pedullà, Giorgio Falco, Emanuele Zinato, Gilda Policastro.
Franco Fortini ha scritto che le sue «poesie di miseria e fame, di avvilimento e di rivolta, nascono da un'esperienza diretta e ne sono la trascrizione; la loro tematica non si distingue da quella della poesia del Quarto Stato che, nei primi decenni del secolo è stata nel nostro paese, almeno di intenzioni, assai feconda [...] E questi versi sono insomma un documento umano delle aree depresse, di quella parte di noi stessi depressa che chiede, da generazioni, il riconoscimento iniziale del volto umano».
Per Salvatore Quasimodo, «Di Ruscio è uomo d'avanguardia nel senso positivo, cioè della fede nell'attualità e per la violenza del discorso. La follia non è in lui un'accademia che inaridisce l'ispirazione nel bunker dei versi premeditati [...] Le poesie di Luigi Di Ruscio sono nell'angoscia di un crescendo della simbolica mania di persecuzione dell'autore che non ama distrarsi per selezionare una bella pagina da auditorium. Al marchigiano non importa niente che lo si legga o no; il ritmo sordo e perpendicolare nella forma, nei suoi versi viene da una rigorosa ragione di contenuto».
Per Luigi Fontanella «Il meglio della poesia di Luigi Di Ruscio è nel volume Firmum (Pequod, 1999) e in Poesie scelte 1953-2010 (Marcos y Marcos, 2010) a cura di Massimo Gezzi. Ma considerevole è anche la sua produzione narrativa», in Raccontare la poesia 1970-2020 (Moretti & Vitali Editori, 2021). 
Nel marzo 2014, la casa editrice Feltrinelli pubblica il volume intitolato Romanzi, con introduzione di Angelo Ferracuti e postfazioni di Andrea Cortellessa, contenente le opere Palmiro, Cristi polverizzati e Neve nera e l'appendice Apprendistato.

## Opere

### Poesia
Volumi
- Non possiamo abituarci a morire, prefazione di Franco Fortini, Schwarz, Milano 1953
- Le streghe s'arrotano le dentiere, prefazione di Salvatore Quasimodo, Marotta, Napoli 1966
- Apprendistati,  Bagaloni, Ancona 1978
- Istruzioni per l'uso della repressione, presentazione di Giancarlo Majorino, Savelli, Roma 1980
- Epigramma, Valore d'uso, Roma 1982
- Enunciati, presentazione di Eugenio De Signoribus, Stampa dell'arancio, Grottammare 1993
- Firmum. 1953-1999, peQuod, Ancona 1999
- L'ultima raccolta, prefazione di Francesco Leonetti, Manni, Lecce 2002
- Iscrizioni, Biagio Cepollaro, 2005
- Poesie operaie, prefazione di Angelo Ferracuti, postfazione di Massimo Raffaeli, Ediesse, Roma 2007
- L'Iddio ridente, prefazione di Stefano Verdino, editrice Zona, Arezzo 2008

Plaquettes e libri d'arte
- Poesie, con Roberto Voller, supplemento al n. 16 (a. VI, 1979) di «Salvo imprevisti»
- Epigrafi, Grafiche Fioroni, Casette d'Ete 2003

Poesie in antologia (parziale)
- Poesia e Realtà, a cura di Giancarlo Majorino, Savelli, Roma 1977; poi Marco Tropea Editore, Milano 2000
- Poesia degli anni settanta, a cura di Antonio Porta, Feltrinelli, Milano 1979-1980
- Centanni di letteratura, a cura di Giancarlo Majorino, Liviana, Padova 1984

### Narrativa
- Palmiro, presentazione di Antonio Porta, Il lavoro editoriale, Ancona 1986; poi Baldini&Castoldi, Milano 1996 e Ediesse, Roma, 2011, a cura di Massimo Raffaeli
- Le mitologie di Mary, LietoColle, Faloppio 2004
- L'allucinazione, Cattedrale, Ancona 2007
- Cristi polverizzati, prefazione di Andrea Cortellessa e Angelo Ferracuti, Le Lettere, Roma 2009
- La neve nera di Oslo, prefazione di Angelo Ferracuti, Ediesse, Roma 2010

### Opere ed edizioni postume
- Romanzi, a cura di Andrea Cortellessa e Angelo Ferracuti, Feltrinelli, Milano 2014
- Lettere dal mondo offeso, romanzo epistolare (con Christian Tito), L’arcolaio, Forlì, 2014.
- Poesie scelte (1953-2010), a cura di Massimo Gezzi, prefazione di Massimo Raffaeli, Marcos y Marcos, Milano, 2019.